# Schinopsis brasiliensis
Schinopsis brasiliensis är en sumakväxtart som beskrevs av Adolf Engler. Schinopsis brasiliensis ingår i släktet Schinopsis och familjen sumakväxter. Inga underarter finns listade i Catalogue of Life.